# 岭东街道 (瓦房店市)
岭东街道，是中华人民共和国辽宁省大連市瓦房店市下辖的一个乡镇级行政单位。

## 行政区划
岭东街道下辖以下地区：
岭东社区、农机社区、联合社区、爱民社区和转角村。